# Tiquinho
Tiquinho (* 14. Juli 1985 in Sesimbra, eigentlich Fábio André Silva Ferraz) ist ein ehemaliger portugiesisch-angolanischer Fußballspieler.

## Karriere
Tiquinho spielte in der Jugend von Benfica Lissabon. Später wurde er in den B-Kader aufgenommen. 2004 wechselte er auf die Atlantikinsel Madeira zum Verein Maritimo. Hier spielte er auch erst in der zweiten Mannschaft, bevor er in den Kader der ersten Mannschaft aufrückte. In der Saison 2007/2008 wechselte er nach Zypern zum Verein AEL Limassol. 
Mit dem Verein schloss er auf Platz elf ab. Anschließend wurde er von Anorthosis Famagusta verpflichtet und erreichte mit dem Verein 2008 die Gruppenphase der UEFA Champions League. Es war das erste Mal überhaupt, dass eine zyprische Mannschaft die Gruppenphase erreicht hat. Anfang 2009 verließ er den Klub bereits wieder und schloss sich AEK Larnaka an. Mit dem Klub stieg er am Ende der Saison 2008/09 ab. Er heuerte bei Ligakonkurrent AE Paphos an, mit dem er ebenfalls um den Klassenverbleib kämpfte.
Im Sommer 2010 wechselte Tiquinho zu UD Alzira in die spanische Segunda División B. Er kam 14 Mal zum Einsatz und stieg am Ende der Spielzeit 2010/11 in die Tercera División ab. Er wechselte anschließend zu GD Interclube nach Angola. Im Laufe der Saison 2013/14 kehrte er nach Portugal zurück und spielte bei zwei unterklassigen Klubs. Im Jahr 2016 beendete er seine Laufbahn.

## Nationalmannschaft
Tiquinho bestritt zwei Länderspiele für die angolanische Nationalmannschaft. Am 14. November 2009 stand er im Freundschaftsspiele gegen den Kongo in der Startaufstellung, am 10. August 2011 kam er im Freundschaftsspiel gegen Liberia als Einwechselspieler zum Zuge.